# Ishiyama Hongan-ji

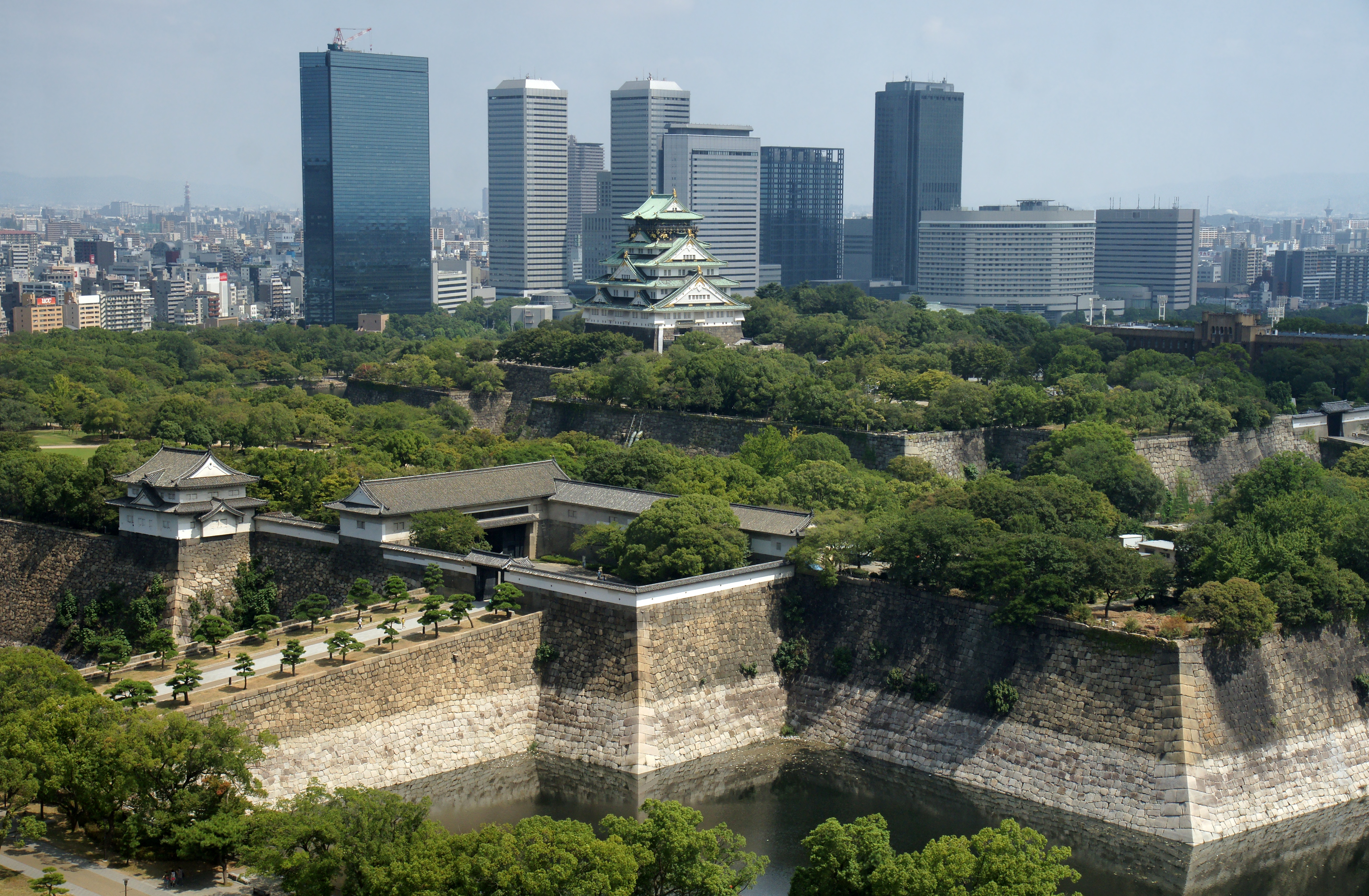
Il castello di Osaka si erge in cima al sito di Hongan-ji.

La Ishiyama Hongan-ji (石山本願寺?) fu la roccaforte principale degli Ikkō-ikki nella provincia di Settsu durante il periodo Sengoku in Giappone. Fu costruita nel 1496 alla foce del fiume Yodo.

## Storia
Rennyo, il famoso monaco devoto al Jōdo Shinshū, si ritirò nell'area nel 1496 avviando una serie di eventi che avrebbero portato alla formazione della seconda città più grande del Giappone. I documenti contemporanei che descrivono il luogo del suo ritiro come "lungo pendio" (大坂?, Ōzaka) furono i primi a chiamare l'area con quel nome, che cambiò leggermente nel tempo a Osaka (大阪?), diventando la seconda città del Giappone. Sebbene Rennyo cercasse l'isolamento nel ritirarsi in questo posto tranquillo, attirò molto rapidamente un gran numero di devoti e seguaci. Il piccolo tempio che Rennyo costruì per la devozione fu ampliato e molte case e altri edifici furono costruiti nei dintorni per ospitare i seguaci. Al momento della morte di Rennyo, tre anni dopo, la forma e le dimensioni generali di Ishiyama Hongan-ji erano già presenti.
Dopo la distruzione nel 1532 del tempio Yamashina Mido a Kyoto, l'Ishiyama Hongan-ji funse da tempio principale per gli Ikki. I contributi dei devoti furono raccolti attraverso un sistema di intermediari, principalmente quelli con sede a Sakai nella vicina provincia di Izumi.
La cattedrale-fortezza al tempo era considerata impenetrabile per la sua posizione. Inoltre circa un centinaio di monaci erano in pattuglia in tutti i momenti della giornata e altri diecimila potevano essere convocati in battaglia semplicemente facendo suonare una campana. I monaci della fortezza provenivano non solo da Osaka e dalle aree circostanti, ma anche dalle province Ikki di Kaga e Echizen. 
Gli Ikki avevano anche molti alleati, tra cui il clan Mōri, che riforniva la fortezza quando era sotto assedio. Ironicamente sia Uesugi Kenshin che Takeda Shingen, entrambi rivali di Oda Nobunaga, semplicemente mantenendo Nobunaga occupato su due fronti fornivano agli Ikki un grande aiuto.
L'Hongan-ji venne assediato dalle forze di Oda Nobunaga nel 1570, ma, in parte grazie alla sua posizione sulla costa, riuscì a resistere per 11 anni, rendendo questo il più lungo assedio della storia giapponese. Nell'agosto del 1580, l'abate Kōsa fu persuaso ad arrendersi, ponendo fine a 11 anni di assedio. 
Dopo la resa l'intero complesso del tempio fu incendiato. Secondo alcune fonti questo fu fatto dall'interno, per negare a Nobunaga ogni vero guadagno materiale dall'aver sconfitto gli Ikki. Sebbene alcuni membri del gruppo siano fuggiti nella provincia di Kaga, la distruzione dell'Ishiyama Hongan-ji fu il colpo finale che segnò la distruzione della setta come forza militare.
Tre anni dopo, Toyotomi Hideyoshi iniziò la costruzione di castello di Osaka nello stesso sito.